# Casilla del Canal d'Aragó i Catalunya
La Casilla del Canal d'Aragó i Catalunya és una obra d'Alcarràs (Segrià) protegida com a Bé Cultural d'Interès Local.

## Descripció
L'edifici té l'estructura habitual dels habitatges de servei de les infraestructures hidràuliques de començament de segle, de planta rectangular, planta baixa i dos pisos, teulada a dos vessants i carener perpendicular a la façana principal, que és una de les parets curtes.